# Hirokazu Goshi
Hirokazu Goshi (郷司 弘和 Goshi Hirokazu?,  nacido el 19 de diciembre de 1966 en Shizuoka) es un exfutbolista japonés que se desempeñaba como guardameta.

## Trayectoria

### Clubes
| Club           | País  | Año         |
| -------------- | ----- | ----------- |
| Kashiwa Reysol | Japón | 1985 - 1995 |